# お菓子のさかい
株式会社お菓子のさかい（おかしのさかい）は福島県石川郡石川町に本社を置く菓子メーカーである。

## 概要
1913年(大正2年)に創業。石川町や郡山市など福島県内に七店舗ある。ブッセやサブレなどが有名である。

## 店舗
- 石川本店
- 長久保店
- 須賀川西川店
- 棚倉店
- 矢吹店
- 郡山新さくら通り店
- 郡山ザ・モール店